# Luci Critoni
Luci Critoni (en llatí Lucius Critonius) va ser un magistrat romà del segle i aC.
Va ser el primer en ocupar el càrrec d'edilis cerealis, una magistratura creada per Juli Cèsar l'any 44 aC juntament amb Marc Fanni. Appià explica que quan es van celebrar les Cereàlia després de l'assassinat de Cèsar, i Octavi va instal·lar un setial daurat amb una corona en honor del dictador mort, un honor que havia estat concedir per un senatusconsultum. Critoni va dir que no patiria pel fet de què Cèsar fos honorat en uns jocs que ell mateix havia de pagar. Aquesta conducta sorprenent en un home que havia pertangut al partit de Cèsar potser era conseqüència de que era una persona amb una gran consciència republicana.